# 迪索托 (密蘇里州)
迪索托（英語：De Soto）是位於美國密蘇里州傑佛遜縣的城市。

## 人口
根據2020年美國人口普查的數據，迪索托的面積為11.35平方千米，皆為陸地。當地共有人口6449人，而人口密度為每平方千米568人。